# Tucker Gates
Tucker Gates es un director y productor estadounidense. 
Ha dirigido varios episodios de las series de J.J. Abrams, Alias y Lost. También ha dirigido otras series como Weeds, Carnivàle, el episodio piloto de Point Pleasant, Huff, Boston Legal, Roswell y Brothers & Sisters.

## Filmografía
- Raising Hope (1 episodio, 2011)
- Homeland  (1 episodio, 2011)
- House M.D. (2 episodios, 2010-2011)
- Lost (1 episodio, 2010)
- Brothers & Sisters (2 episodios, 2006-2008)
- Swingtown (1 episodio, 2008)
- The Office (4 episodios, 2006-2011)
- The Madness of Jane (2008)
- K-Ville (1 episodio, 2007)
- Samantha Who? (2 episodios, 2007)
- Ugly Betty (1 episodio, 2007)
- Californication (1 episodio, 2007)
- Six Degrees (2 episodios, 2007)
- Lost (4 episodios, 2004-2006)
- Weeds (2 episodios, 2005-2006)
- Alias (5 episodios, 2005-2006)
- Point Pleasant (1 episodio, 2005)
- Huff (2004) Serie (episodios desconocidos)
- Boston Legal (1 episodio, 2004)
- Las Vegas (1 episodio, 2004)
- CSI (1 episodio, 2002)
- CSI: Miami (1 episodio, 2002)
- Roswell (1 episodio, 2000)
- Ángel (1 episodio, 1999)
- Providence (1 episodio, 1999)
- Cracker (1 episodio, 1997)
- Nash Bridges (3 episodios, 1996-1997)
- The X-Files (2 episodios, 1996-1997)
- Fortune Hunter (1 episodio, 1994)
- The Commish (1991) (episodios desconocidos)